# マジンドール
マジンドール (Mazindol) は、食欲抑制薬である。2023 年現在、食欲抑制剤としては日本で唯一承認されており、サノレックスの商品名でノバルティスから販売されていたが、現在は世界での販売は終了しており、日本でも現地法人に当たるノバルティスファーマから富士フイルム富山化学に販売移管されている。

## 概要
適応は、食事療法や運動療法の効果が不十分な場合の高度肥満症のみである。また、医薬品、医療機器等の品質、有効性及び安全性の確保等に関する法律における習慣性医薬品に指定される。劇薬である。
薬理学的特性は、覚醒剤であるアンフェタミンと類似する。食欲中枢への直接作用と大脳内でのアドレナリン、ドパミン、セロトニンの神経細胞による再取り込み抑制という2種類の機序により、消費エネルギー促進とともに食欲を抑制する交感神経作用アミンである。
動物実験による依存性の可能性、および短期間での耐性発現があり、人での依存は明確ではないとされる。中枢神経興奮剤（覚醒剤）の依存は、精神的依存と耐性である。診療報酬適応の処方は、3か月が限度である。
禁忌として、酒・薬物依存症の既往、不安、抑うつ、異常興奮または統合失調症などの精神障害のある場合のほか、いくつかの内科的疾患がある。

## 規制
乱用薬物を規制する国際条約、向精神薬に関する条約において、スケジュールIVの薬物に指定されている。